# Trachymyrmex tucumanus
Trachymyrmex tucumanus är en myrart som först beskrevs av Auguste-Henri Forel 1914.  Trachymyrmex tucumanus ingår i släktet Trachymyrmex och familjen myror.

## Underarter
Arten delas in i följande underarter:
- T. t. cordovanus
- T. t. fracticornis
- T. t. tucumanus
- T. t. weiseri